# Towards the Sun (album)
Towards The Sun is het tweede album van Alexi Murdoch. Het album kwam uit op 8 maart 2011.

## Tracklist
1. "Towards The Sun" - 4:42
2. "At Your Door" - 2:54
3. "Some Day Soon" - 4:47
4. "Slow Revolution" - 5:55
5. "Through The Dark"  - 5:30
6. "Her Hands Were Leaves" - 4:50
7. "Crinan Wood" - 8:43